# المتحف الوطني الصومالي
المتحف الوطني الصومالي (بالصومالية: Matxafka Qarankais) هو المتحف الوطني الصومالي، يقع في العاصمة الصومالية مقديشو. أسسته السلطات الاستعمارية في أرض الصومال الإيطالية في عام 1933، وتم إغلاقه في عام 1991 وأعيد فتحه لاحقًا. ويضم حاليًا عدة قطع أثرية تاريخية هامة، أُعيد ترميم المتحف في سبتمبر 2019 بعد أن تعرض للتدمير قبل 30 عامًا.

## متحف جاريسا القديم
يقع المتحف الوطني الصومالي في مبنى مكون من طابقين يعود تاريخه إلى عام 1872، حيث بُني بناءً على طلب السلطان العماني في زنجبار برغش بن سعيد، كمقر إقامة لحاكم مقديشو آنذاك سليمان بن حامد بعد أن حصل على إذن من السلطان الصومالي أحمد يوسف محمود سلطان سلطنة غلدي.
في عام 1933، أعيد بناء المبنى بالكامل وتكييفه مع متحف الصومال (بالإيطالية: Museo della Somalia). وكان أهم مكان ثقافي في مقديشيو الإيطالية.
وفي العام التالي افتتح الحاكم ماوريتسيو رافا "متحف ديلا غاريسا" (بالإيطالية: Museo della Garesa) كما أطلق عليه المستعمرون الإيطاليون للعامة رسميًا. وخلال الحرب العالمية الثانية تعرض المتحف لأضرار جسيمة.
حُول إلى متحف وطني بعد استقلال الصومال عام 1960، ومن ثم عيد تسميته إلى اسمه القديم (بالإيطالية: Museo della Garesa) وحُول إلى متحف إقليمي بعد نقل المتحف الوطني في عام 1985.

## المتحف الوطني
في عام 1985 أُفتتح المركز الثقافي في مقديشو، وتكون المركز من ثلاثة أقسام رئيسية وهي المسرح الوطني الصومالي والمكتبة الوطنية الصومالية والمتحف الوطني.

### المعارض
تم افتتاح غرف المعرض في مايو 1987.
- الدور الأرضي: معارض أثرية وإثنولوجرافية.
- الطابق الأول: المعرض التاريخي: المقاومة الاستعمارية وما بعد الاستقلال.
- الطابق الثاني: الأسلحة التاريخية والمعارض العسكرية الحديثة واللغة والآداب.
- الدور الثالث: معروضات مؤقتة.

### إغلاق المتحف
تم إغلاق المتحف بعد اندلاع الحرب الأهلية الصومالية في 1991، وتعرضت بنيته التحتية لأضرار جسيمة في السنوات التالية.

## المتحف الوطني الجديد
أُعيد افتتاح المتحف الوطني بعد ذلك، واعتبارًا من يناير 2014 احتوى المتحف على العديد من القطع الأثرية المهمة، ومنها عملات معدنية قديمة وأدوات مقايضة وأعمال فنية تقليدية وأسلحة قديمة وأدوات فخارية.

## روابط خارجية
- المتاحف في الصومال - المتحف الوطني في مقديشو